# Erdgas Mehrkampf-Meeting Ratingen 2012
Erdgas Mehrkampf-Meeting 2012 – mityng lekkoatletyczny w konkurencjach wielobojowych, rozegrany 14 i 15 czerwca w niemieckim Ratingen. Zawody były kolejną odsłoną cyklu IAAF World Combined Events Challenge w sezonie 2012.

## Rezultaty
| Konkurencja:           | 1. miejsce     | Rezultat     | 2. miejsce        | Rezultat  | 3. miejsce     | Rezultat  |
| Dziesięciobój mężczyzn | Larbi Bouraada | 8332 pkt. AR | Jan Felix Knobel  | 8228 pkt. | Yordani García | 8005 pkt. |
| Siedmiobój kobiet      | Julia Mächtig  | 6345 pkt.    | Maren Schwerdtner | 6000 pkt. | Ellen Sprunger | 5989 pkt. |

## Rekordy
Podczas mityngu ustanowiono 1 krajowy rekord w kategorii seniorów:
| Zawodnik       | Reprezentacja | Konkurencja   | Rezultat  |
| -------------- | ------------- | ------------- | --------- |
| Larbi Bouraada | Algieria      | dziesięciobój | 8332 pkt. |